# Patavium 2003
A.S.D. Patavium 2003 è una società polisportiva italiana di Padova. Fondata da Matteo Venturini inizialmente come club di calcio a 5 nel 2003, dal 2012 diviene una polisportiva. Dal 2019 l'associazione è guidata dalla Presidente Sabina Marcato.
L'associazione ha sede legale in Via Dottesio 3 presso il campo Scalabrin mentre gli incontri ufficiali si svolgono nello stadio del CUS Padova Hockey.

## Storia
Nel 2012 viene fondata la sezione di calcio, nel 2013 la sezione di Hockey su prato e l'anno successivo, mediante l'assorbimento di Evansalus Club Padova, la sezione di basket e korfball che eredita dal club di Evans Bentivogli il titolo sportivo.
Nel 2014 l'associazione avvia il settore giovanile della sezione di hockey su prato che vince all'esordio il campionato sperimentale italiano Under 12 mixed. Dalla stagione 2015/2016 la sezione di hockey su prato ha affiancato al settore giovanile maschile e femminile una prima squadra maschile che milita nella Serie B del Campionato italiano di hockey su prato e del campionato italiano di hockey indoor.